# O'Neill (Nebraska)
O'Neill es una ciudad ubicada en el condado de Holt en el estado estadounidense de Nebraska. En el Censo de 2010 tenía una población de 3705 habitantes y una densidad poblacional de 599,79 personas por km².

## Geografía
O'Neill se encuentra ubicada en las coordenadas 42°27′40″N 98°38′47″O / 42.46111, -98.64639. Según la Oficina del Censo de los Estados Unidos, O'Neill tiene una superficie total de 6.18 km², de la cual 6.18 km² corresponden a tierra firme y (0%) 0 km² es agua.

## Demografía
Según el censo de 2010, había 3705 personas residiendo en O'Neill. La densidad de población era de 599,79 hab./km². De los 3705 habitantes, O'Neill estaba compuesto por el 94.22% blancos, el 0.19% eran afroamericanos, el 0.49% eran amerindios, el 0.16% eran asiáticos, el 0.19% eran isleños del Pacífico, el 3.94% eran de otras razas y el 0.81% pertenecían a dos o más razas. Del total de la población el 6.5% eran hispanos o latinos de cualquier raza.